# 문형돈
문형돈은 대한민국의 배우이다.

## 영화
- (2017년) 《안시성》 ... 환도수 역
- (2020년) 《히트맨》 ... 싸이먼부하 1 역
- (2024년) 《시민덕희》 ... 뿔테 역